# آرا پطروسیان
آرا پطروسیان (انگلیسی: Ara Bedrossian؛ زادهٔ ۲ ژوئن ۱۹۶۷) بازیکن فوتبال در پست هافبک ارمنی‌تبار اهل قبرس است.

## باشگاهی
از باشگاه‌هایی که در آن بازی کرده‌است می‌توان به باشگاه فوتبال فولام، باشگاه فوتبال کویینز پارک رنجرز، باشگاه فوتبال آپوئل، باشگاه فوتبال کینگستونیان، و باشگاه فوتبال استیونج اشاره کرد.